# Ehren (Hunderdorf)
Ehren ist eine Siedlung und ein Ortsteil der Gemeinde Hunderdorf im niederbayerischen Landkreis Straubing-Bogen.

## Geografie
Die Siedlung liegt in der Gemarkung Gaishausen westlich an der Au des Bogenbachs und nördlich des Dorfes Gaishausen, südlich der Staatsstraße 2147 und beidseits an der von hier führenden Straße nach Hunderdorf.

## Geschichte
Die Entstehung des Orts liegt zwischen 1861 und 1871, da Ehren erstmals in der Dokumentation zur Volkszählung von 1871 erwähnt wird. Bei der Volkszählung im Jahr 1861 wurde der Ort noch nicht genannt. Ursprünglich gehörte der Ort zur Gemeinde Steinburg und wechselte 1904 zur Gemeinde Gaishausen, die im Zuge der Gebietsreform in Bayern aufgelöst wurde. Gaishausen wurde am 1. Mai 1978 nach Hunderdorf eingemeindet. In Ehren gab es eine Konservenfabrik. Es lag an der Bahnstrecke Straubing–Miltach und hatte den Bahnhof Steinburg, es bestand eine Poststelle und ein Lagerhaus.

### Einwohnerentwicklung
| Jahr        | 1871 | 1875 | 1885 | 1900 | 1925 | 1950 | 1961 | 1970 | 1987 |
| ----------- | ---- | ---- | ---- | ---- | ---- | ---- | ---- | ---- | ---- |
| Einwohner   | 4    | 4    | 5    | 15   | 26   | 73   | 44   | 54   | 41   |
| Wohngebäude |      |      | 1    | 2    | 5    | 7    | 10   |      | 10   |